# 8133 Takanochoei
A 8133 Takanochoei (ideiglenes jelöléssel 1977 DX3) a Naprendszer kisbolygóövében található aszteroida. H. Kosai és K. Hurukawa fedezte fel 1977. február 18-án.